# Diagonal (novela)
Diagonal es una novela de terror de la escritora costarricense Jessica Clark, y su segunda novela después de que ésta incursionara con la obra de ciencia ficción Telémaco.

## Sinopsis
La novela sigue la vida de Pigo, quien siendo niño fue exorcizado por sus amigos cuando fue poseído por una sombra. Tras lo cual no volvió a ser el mismo y se convirtió en cazador de sombras. Pigo se enfrenta a Pilar, una joven y atractiva bruja que involuntariamente está provocando maldiciones en muchas personas.